# Художественный музей Северной Норвегии
Художественный музей Северной Норвегии (норв. Nordnorsk Kunstmuseum) — художественный музей в Тромсё, Норвегия. Основан 1 ноября 1985 года как фонд с целью распространения знаний и интереса к изобразительному искусству и ремеслам в Северной Норвегии.

## История
В 1979 году Норвежский художественный совет предложил создать музей искусств Северной Норвегии. Культурный совет Северной Норвегии, университет Тромсё и Национальная галерея поддержали эту инициативу.
Музей открылся 17 марта 1988 года, первым директором стал Фроде Хаверкамп. С 1 марта 2016 года директором музея является Джереми Майкл Макгоуэн. 3 апреля 2002 года музей переехал из помещения Художественного объединения Тромсё (норв. Tromsø Kunstforening) в здание по адресу Sjøgata, 1. Здание было построено в 1917 году по проекту архитектора Сёрена Визе Опсала (норв. Søren Wiese Opsahl) для размещения главного городского отделения почты и телеграфа. С 1967 года здание использовалось как полицейский участок.
Коллекция состоит из более чем двух тысяч произведений искусства, представленных на втором и третьем этажах здания. На первом этаже размещаются временные выставки. Постоянная экспозиция включает в себя работы норвежских художников, таких как Педер Балке, Адельстен Норман, Гарриет Баккер, Анна-Ева Бергман и Улаф Кристофер Йенссен. Постоянная коллекция состоит из произведений из собственной коллекции музея, дополненной работами, хранящимися в Национальном музее, художественном фонде SpareBank 1 Nord-Norges, Художественном объединении Тромсё и частных коллекциях.
7 февраля 2015 года музей открыл филиал Kunsthall Svalbard в Лонгйире, специализированное выставочное пространство для изобразительного искусства, где также проводятся экскурсии, семинары и мастер-классы. Художественный зал был официально открыт королевой Соней, а первой выставкой был «Ледник» Джоан Джонас.
В 2017 году норвежская музейная ассоциация Norges Museumsforbund присвоила музею звание «Музей 2017 года».

## Галерея

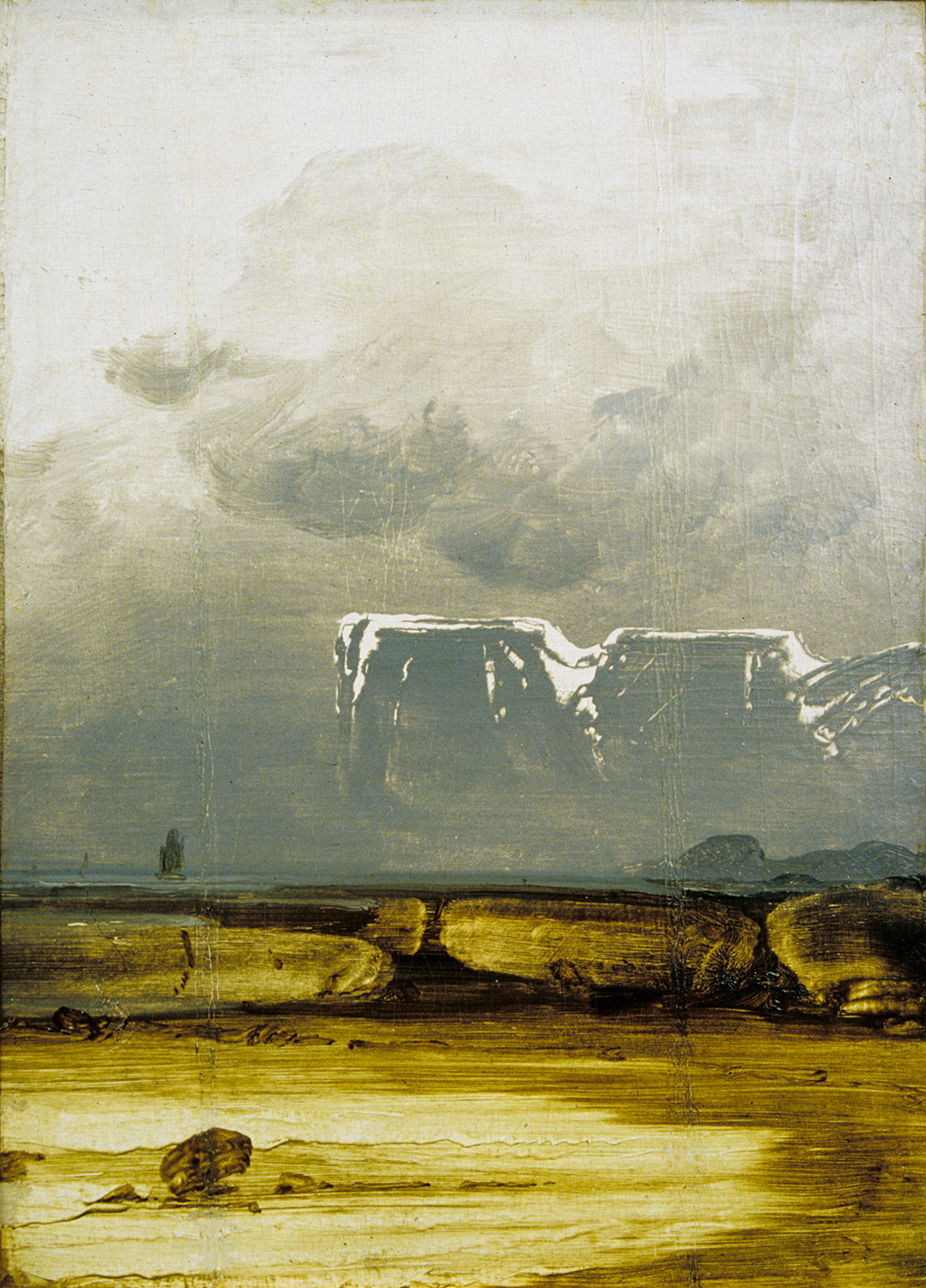
Педер Балке Fra Nordkapp (1860-е)
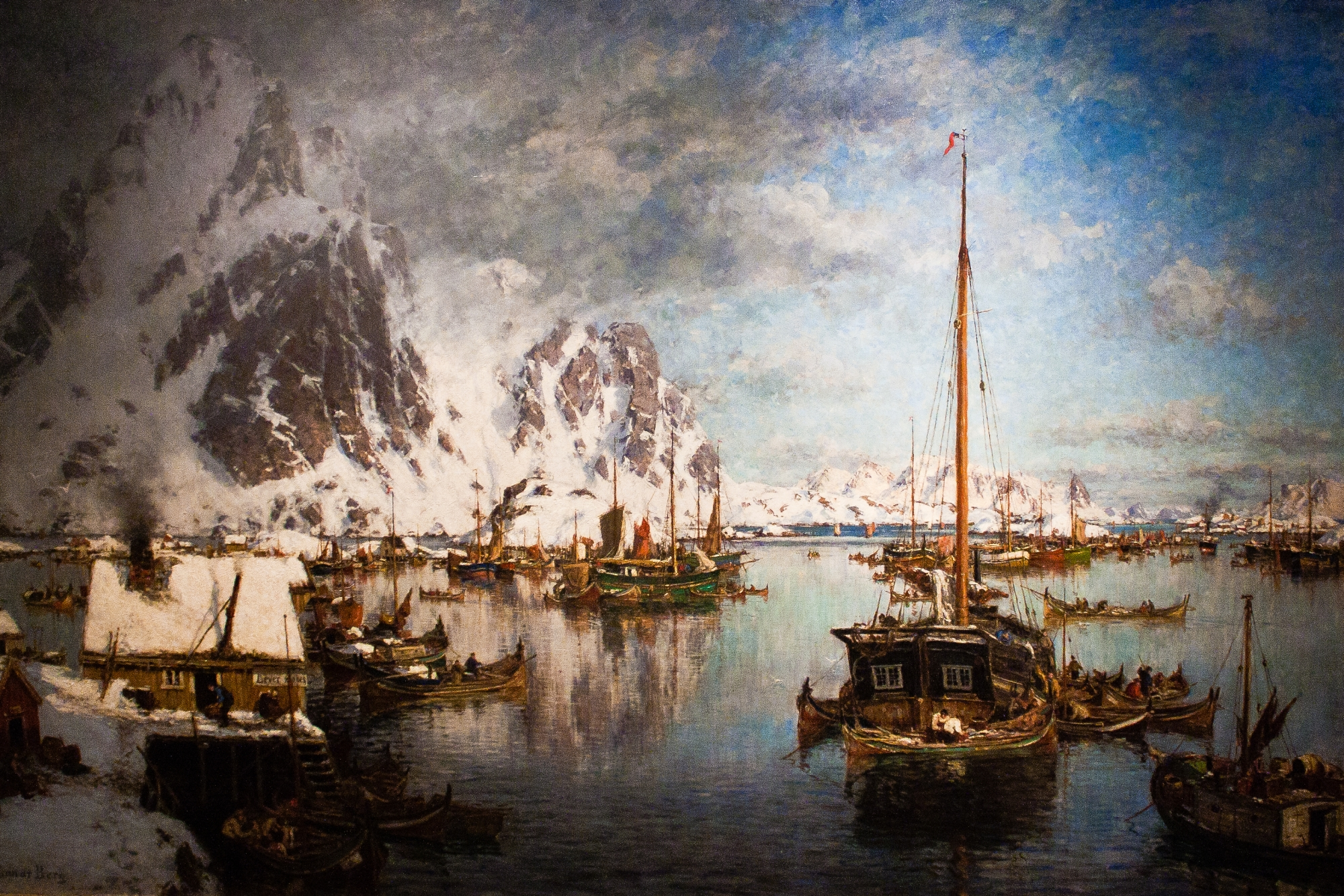
Гуннар Берг Svolvær (1889)
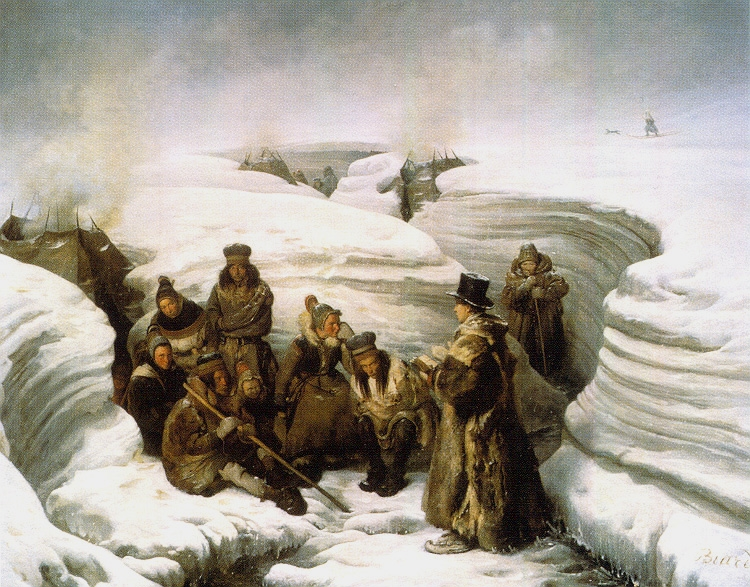
Франсуас-Огюст Биар Лестадиус читает проповедь саамам (1840)
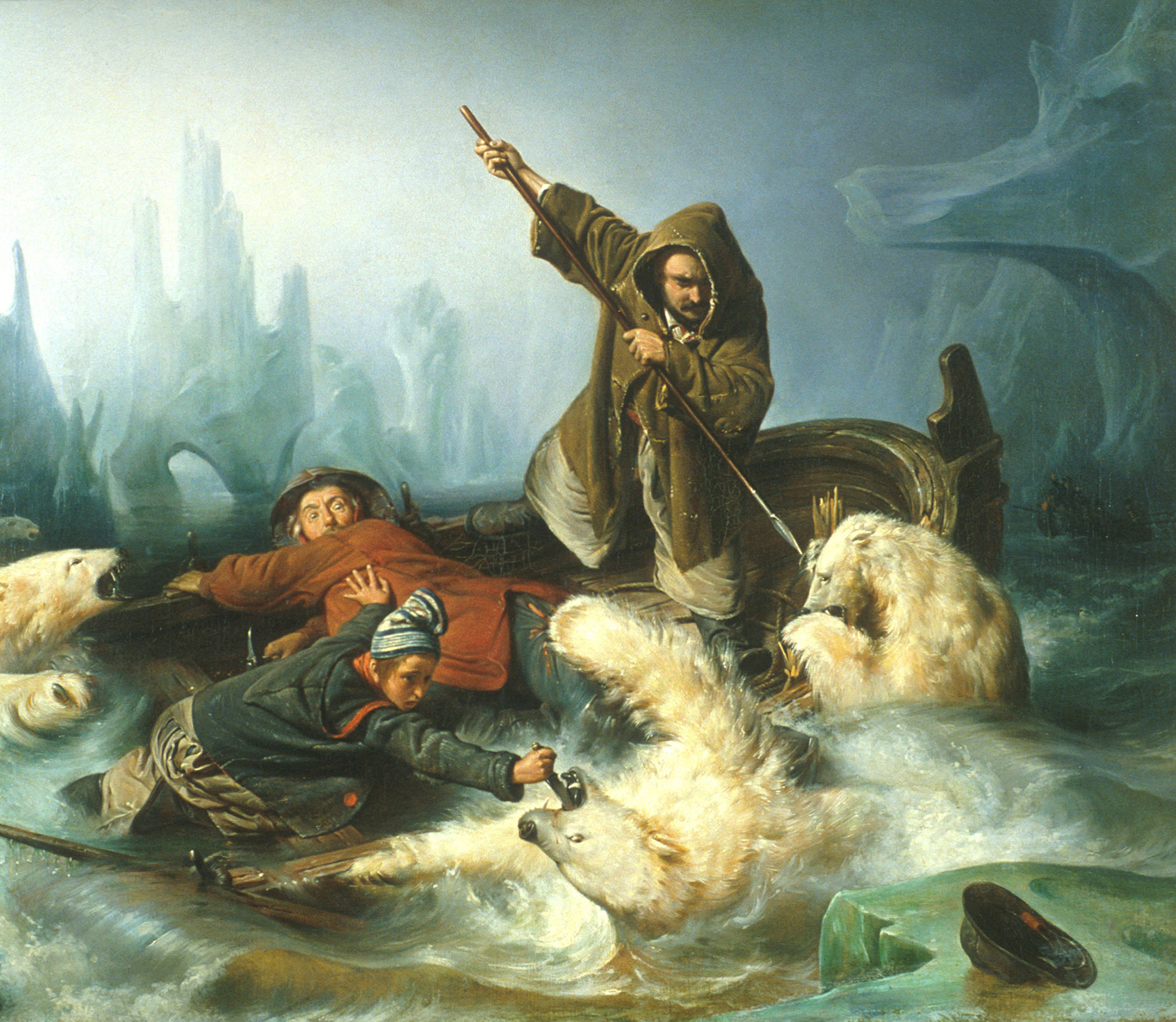
Франсуас-Огюст Биар Битва с белыми медведями (1839)
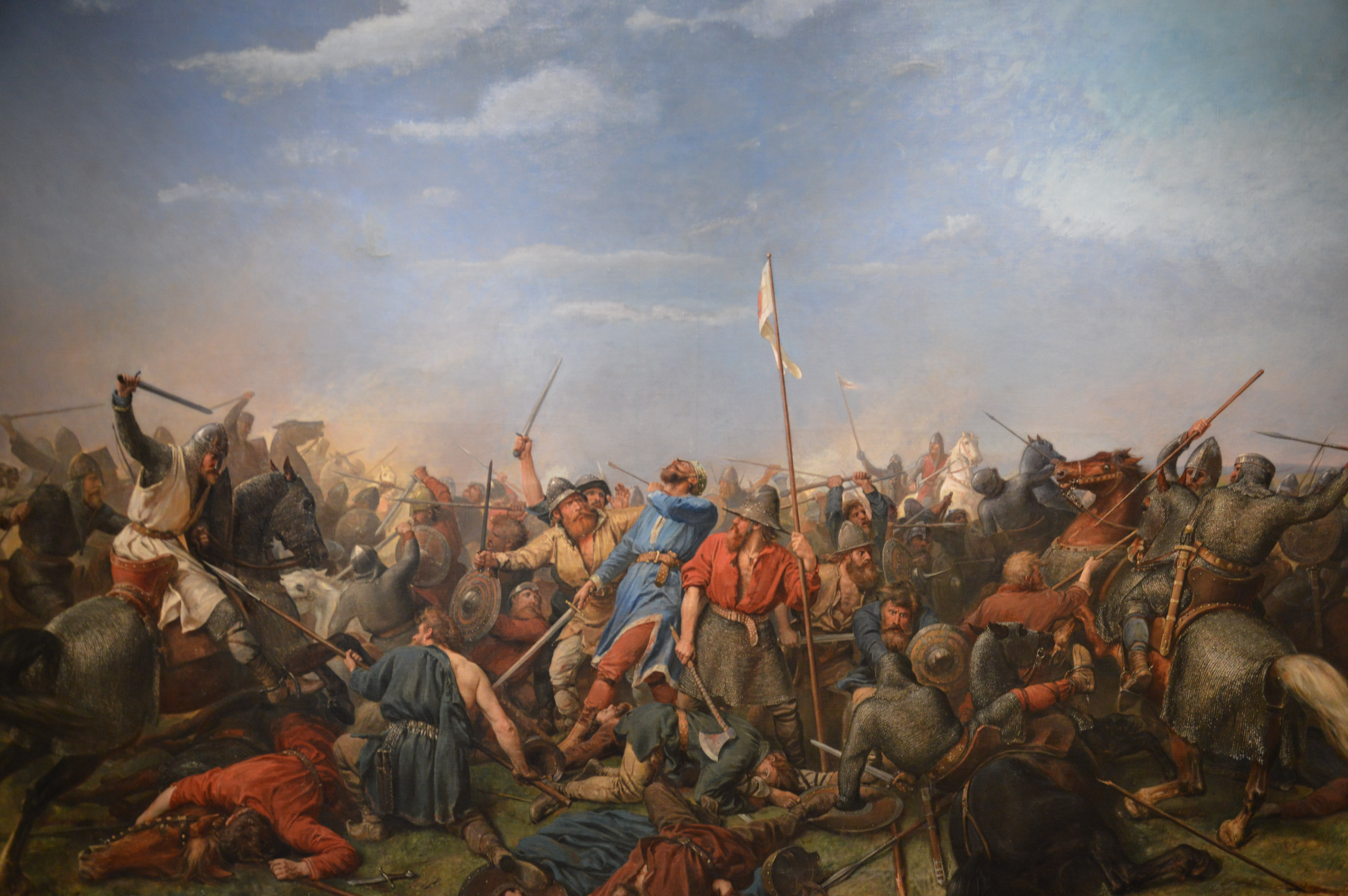
Петер Николай Арбо Битва при Стамфорд-Бридже (1870)
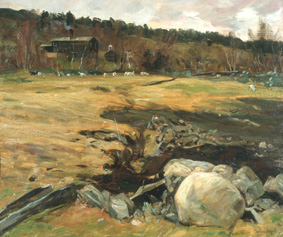
Густав Венцель[норв.] Осенний пейзаж
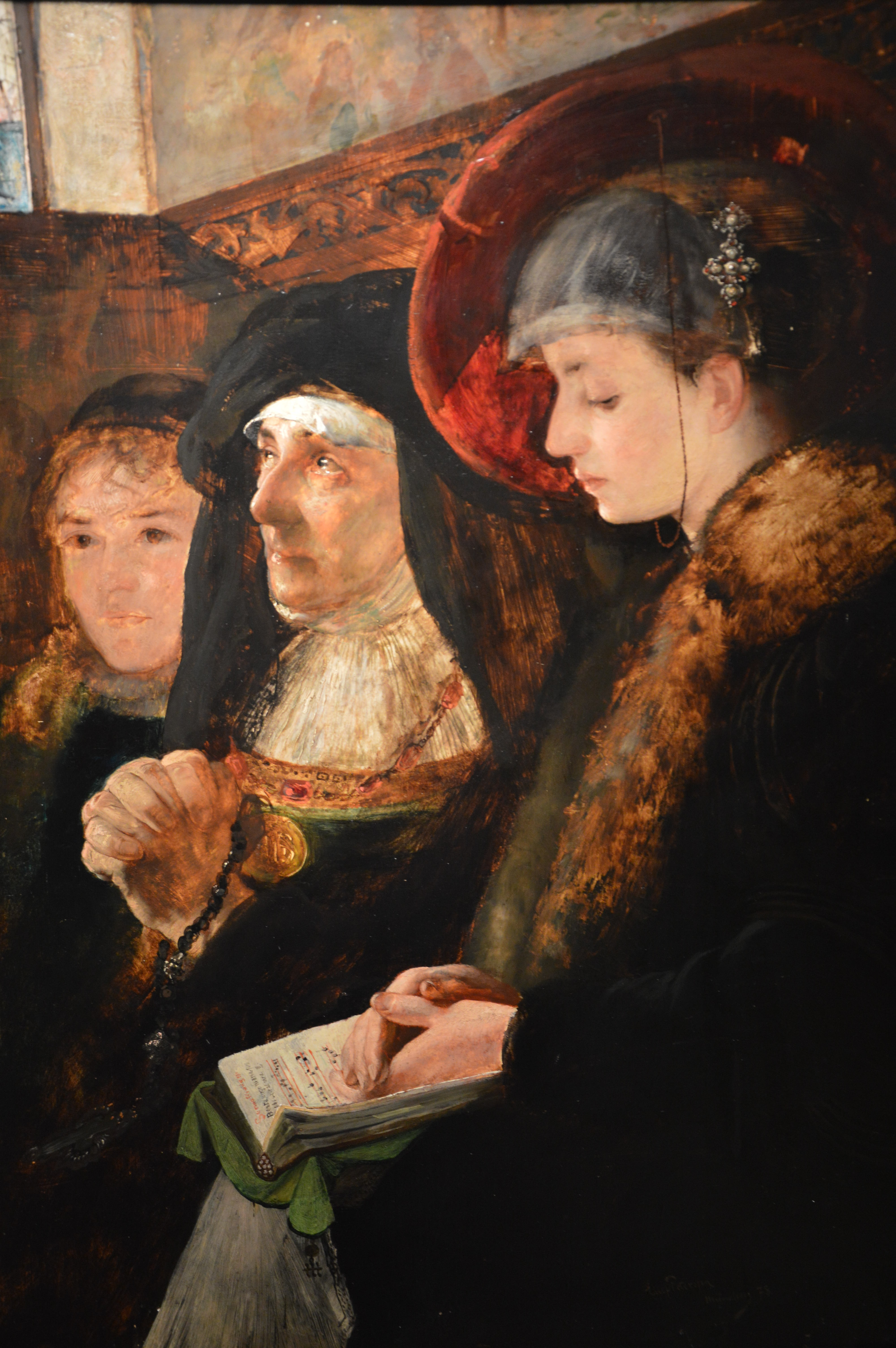
Эйлиф Петерссен В церкви
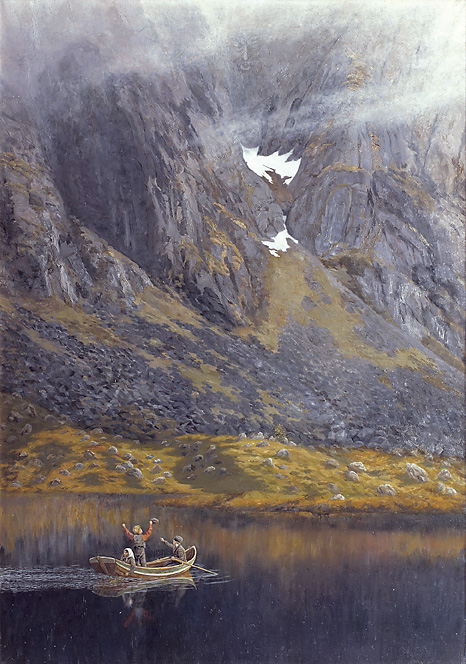
Теодор Киттельсен Эхо (1888)